# Geschichtenhof Wyhra
Der Geschichtenhof Wyhra (frühere Namen: Bauernmuseum (1989), danach bis 2021 Volkskundemuseum Wyhra) ist ein interaktives Heimatmuseum zum Leben der Landbevölkerung um 1900. Er befindet sich auf einem denkmalgeschützten Vierseithof im Ortsteil Neukirchen-Wyhra der Stadt Borna im Landkreis Leipzig im deutschen Bundesland Sachsen.

## Geschichte
Das Museum ist 1989 wenige Wochen vor der politischen Wende in der DDR als Bauernmuseum eröffnet worden, bevor es den Namen Volkskundemuseum Wyhra erhielt. Der Hof wurde 1990/91 grundsaniert. Ende der 1990er Jahre fanden weitere Arbeiten statt. 2019 gab der Landkreis Leipzig die Trägerschaft aus wirtschaftlichen Gründen an die Stadt Borna ab. Gefördert aus dem LEADER-Programm der EU wurde ein neues Konzept erarbeitet. Das vormalige Volkskundemuseum eröffnete 2021 als Geschichtenhof Wyhra neu.

## Konzept

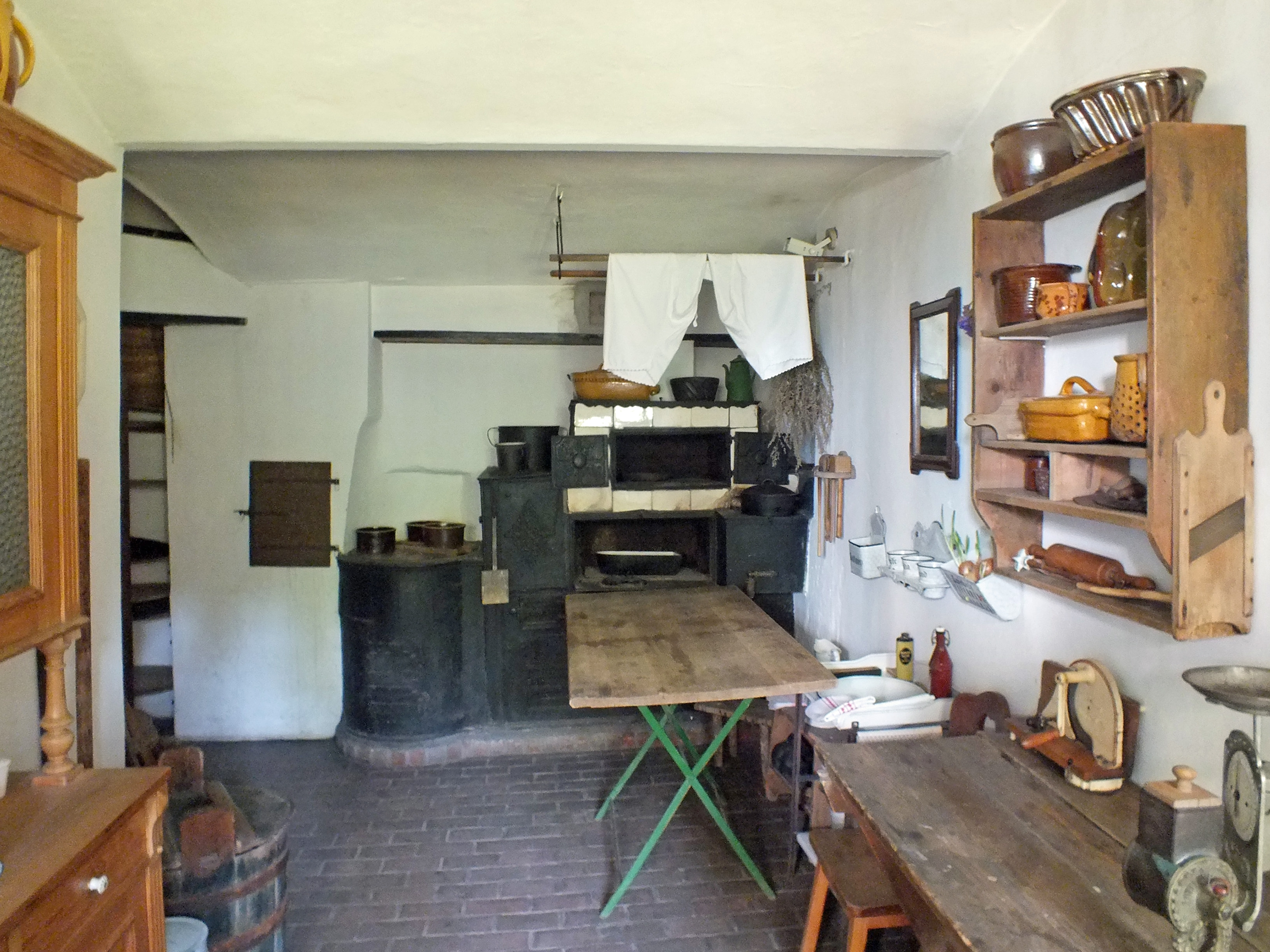
Küche im Geschichtenhof Wyhra

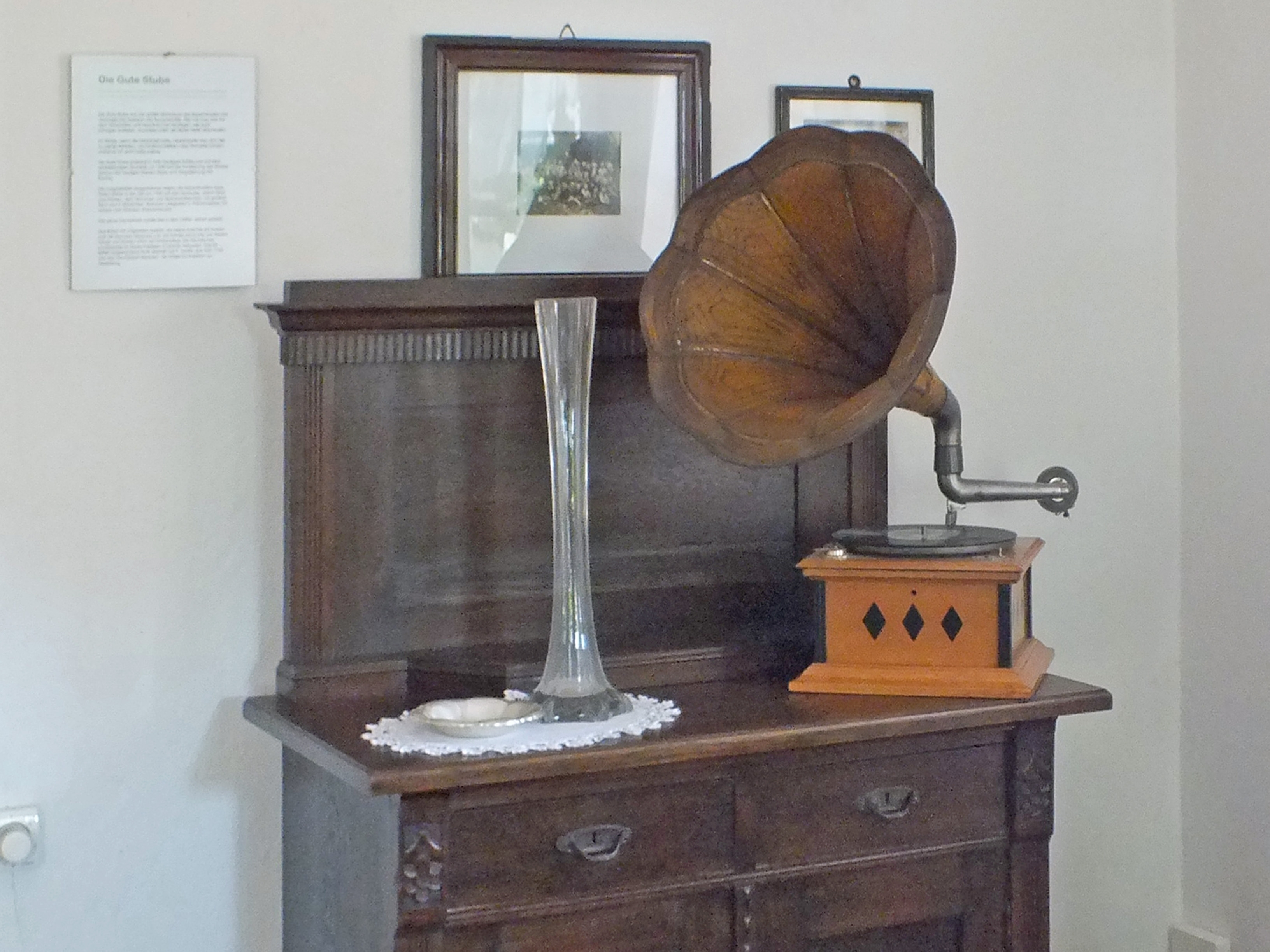
Grammophon im Geschichtenhof Wyhra

In der Dauerausstellung des Vierseithofes wird das Dorfleben um 1900 mittels Einrichtungs- und Gebrauchsgegenständen aus jener Zeit dargestellt. Im Erdgeschoss des originalgetreu eingerichteten Wohnhauses befindet sich eine Große Stube, daran schließt sich eine Kleine Stube an. Im Erdgeschoss ist außerdem eine wohlgeordnete Küche, während im Obergeschoss unter anderen das Altenteil zu finden ist, sowie die Wäschekammer, die Räucherkammer und das frühere Schlafzimmer. Zugänglich sind auch der alte Stall mit dem Knechtzimmer und die Scheune.
Das neue Konzept beinhaltet neben der Digitalisierung eine Reihe von Mitmach- und Erlebnismöglichkeiten. Dazu gehört beispielsweise die Möglichkeit zur Übernachtung im Schäferwagen.

## Vierseithof
In der Denkmalbeschreibung werden das Bauernhaus auf 1743, der Stall auf 1753, die Scheune auf 1759 und das Seitengebäude auf die Jahre um 1800 herum datiert. Es handelt sich vorwiegend um Fachwerkbauten. Auch das Hofpflaster steht unter Denkmalschutz. Das Taubenhaus und die Remise wurden in Heuersdorf in Vorbereitung auf den Braunkohletagebau abgebaut und auf dem heutigen Geschichtenhof wieder aufgebaut.
Der Besitzer des heutigen Museumshofes war seit 1852 Johann Friedrich Flemming. Der Hof war deshalb auch unter dem Namen Flemming-Hof bekannt. Untersuchungen haben ergeben, dass die Veränderungen in der Agrartechnik in der 2. Hälfte des 19. Jahrhunderts zu umfangreichen baulichen Umbauten und Erweiterungen geführt haben. Diese Entwicklung lässt sich auch an anderen Höfen der Region nachweisen.